# PR-LP 4
El sendero PR-LP 4 es un sendero de Pequeño Recorrido en La Palma (Canarias, España) que une el Roque de los Muchachos con San Juan de Puntallana.
La longitud total del recorrido es de 15800 metros. Hay 1560 metros de desnivel.